# Budapest Hurricanes 2014
Questa voce raccoglie le informazioni riguardanti i Budapest Hurricanes nelle competizioni ufficiali della stagione 2014.

## Prima squadra

### Roster
| Roster dei Budapest Hurricanes (2014) |
| --- |
| Quarterback - 5 Márk Bencsics - 13 Márton Czirók Running Back - 32 Dávid Danku - 37 Szabolcs Bóbis - 42 Ádám Szekeres Wide Receiver - 11 Bence Balog WR/KR - 19 Péter Tokaji - 81 Béla Rinyu - 83 György Varga - 86 Kristóf Madarassy WR/K - 87 Dávid Király - 89 Ádám Elek WR/KR/PR Offensive Linemen - 50 Roland Fazekas - 60 Norbert Bakonyi - 64 Gábor Hartai - 65 Gábor Kovács - 66 Gergely Novák - 69 Fernc Lipták - 76 Márton Hadzsi Defensive Linemen - 52 Szabolcs Bíró - 77 Ádám Németh - 92 Tamás Ambrus - 93 Álmos Illés - 96 Ferenc Borhegyi Linebacker - 20 Ádám Hatlaczki - 22 Bence Szobonya - 43 Ferenc Varga - 53 Gyula Csehi - 54 Máté Szűcs - 55 Bertalan Nagy - 56 Csaba Kordován - 59 László Kapás - 80 Gábor Szűcs - 90 Ádám Sipiczki Defensive Back - 9 Tibor Popovics S - 14 Ádám Stefanidesz - 18 Gábor Puha - 21 András Sápi - 23 Bálint Slézia - 24 Richárd Madarassy - 26 Kristóf Szakács DB/K/P - 39 Márk Mezei - 99 Roland Kovács Special Team Coaching staff HC/OC Zsolt Kovács · OL Balázs Zagyva · DC Ferenc Sződy · OL/LB Sándor Kovács |

### Hungarian Football League 2014

#### Stagione regolare
| Budapest 7 settembre 2014 1ª giornata | Budapest Hurricanes | 55 – 42 (7-21 14-7 27-7 7-7) referto | Budapest Wolves | Építők Sporthostel |

| Budapest 27 settembre 2014 3ª giornata | Újbuda Rebels | 27 – 28 (3-0 14-7 10-14 0-7) referto | Budapest Hurricanes |  |

| Budapest 4 ottobre 2014 4ª giornata | Budapest Hurricanes | 27 – 44 (7-6 13-12 0-6 7-20) referto | Újbuda Rebels | Építők Sporthostel |

| Győr 11 ottobre 2014 Recupero 2ª giornata | Győr Sharks | 13 – 48 (0-7 7-14 0-13 6-14) referto | Budapest Hurricanes |  |

| Budapest 19 ottobre 2014 5ª giornata | Budapest Hurricanes | 28 – 20 (7-7 7-6 7-7 7-0) referto | Győr Sharks | Építők Sporthostel |

| Budapest 25 ottobre 2014 6ª giornata | Budapest Wolves | 42 – 41 (14-14 14-20 7-7 7-0) referto | Budapest Hurricanes |  |

### IFAF CEI Interleague 2014

#### Stagione regolare
| Belgrado 29 marzo 2014 1ª giornata | Belgrade Blue Dragons | 17 – 7 | Budapest Hurricanes |  |

| Budapest 12 aprile 2014 2ª giornata | Budapest Hurricanes | 28 – 35 | Bratislava Monarchs | Építők Sporthostel |

| Budapest 26 aprile 2014 4ª giornata | Budapest Hurricanes | 0 – 20 (a tavolino) | Budapest Cowboys | Építők Sporthostel |

| Budapest 18 maggio 2014 7ª giornata | Budapest Cowboys | 13 – 12 | Budapest Hurricanes |  |

| Budapest 31 maggio 2014 9ª giornata | Budapest Hurricanes | 55 – 28 | Pančevo Panthers | Építők Sporthostel |

| Bratislava 8 giugno 2014 10ª giornata | Bratislava Monarchs | 36 – 32 | Budapest Hurricanes | ŠCP Dúbravka |

### Statistiche di squadra
| Competizione             | %Vittorie | In casa | In casa | In casa | In casa | In casa | In casa | In trasferta | In trasferta | In trasferta | In trasferta | In trasferta | In trasferta | Totale | Totale | Totale | Totale | Totale | Totale |
| Competizione             | %Vittorie | G       | V       | N       | P       | Pf      | Ps      | G            | V            | N            | P            | Pf           | Ps           | G      | V      | N      | P      | Pf     | Ps     |
| ------------------------ | --------- | ------- | ------- | ------- | ------- | ------- | ------- | ------------ | ------------ | ------------ | ------------ | ------------ | ------------ | ------ | ------ | ------ | ------ | ------ | ------ |
| HFL - Stagione regolare  | .667      | 3       | 2       | 0       | 1       | 110     | 106     | 3            | 2            | 0            | 1            | 117          | 82           | 6      | 4      | 0      | 2      | 227    | 188    |
| IFAF - Stagione regolare | .167      | 3       | 1       | 0       | 2       | 83      | 83      | 3            | 0            | 0            | 3            | 51           | 66           | 6      | 1      | 0      | 5      | 134    | 149    |
| Totale                   | .417      | 4       | 4       | 0       | 0       | 193     | 189     | 3            | 2            | 0            | 1            | 168          | 148          | 12     | 5      | 0      | 7      | 361    | 337    |

## Seconda squadra

### Divízió II 2014

#### Stagione regolare
| 19 aprile 2014 4ª giornata | Fehérvár Enthroners | 6 – 33 | Budapest Hurricanes 2 |  |

| 24 maggio 2014 8ª giornata | Szekszárd Bad Bones | 35 – 49 | Budapest Hurricanes 2 |  |

| 1º giugno 2014 9ª giornata | Budapest Hurricanes 2 | 56 – 13 | Budapest Eagles |  |

| 14 giugno 2014 11ª giornata | Budapest Hurricanes 2 | 31 – 6 | Szombathely Crushers |  |

#### Playoff
| 2014 Quarti di finale | Budapest Hurricanes 2 | 28 – 14 | Dabas Sparks |  |

| 2014 Semifinale | Budapest Hurricanes 2 | 63 – 22 | Szekszárd Bad Bones |  |

| 2014 Duna Bowl | Budapest Hurricanes 2 | 21 – 38 | Miskolc Renegades |  |

### Statistiche di squadra
| Competizione      | %Vittorie | In casa | In casa | In casa | In casa | In casa | In casa | In trasferta | In trasferta | In trasferta | In trasferta | In trasferta | In trasferta | Totale | Totale | Totale | Totale | Totale | Totale |
| Competizione      | %Vittorie | G       | V       | N       | P       | Pf      | Ps      | G            | V            | N            | P            | Pf           | Ps           | G      | V      | N      | P      | Pf     | Ps     |
| ----------------- | --------- | ------- | ------- | ------- | ------- | ------- | ------- | ------------ | ------------ | ------------ | ------------ | ------------ | ------------ | ------ | ------ | ------ | ------ | ------ | ------ |
| Stagione regolare | .750      | 2       | 2       | 0       | 0       | 87      | 19      | 2            | 2            | 0            | 0            | 82           | 41           | 4      | 4      | 0      | 0      | 169    | 60     |
| Playoff           | .667      | 3       | 2       | 0       | 1       | 112     | 74      | 0            | 0            | 0            | 0            | 0            | 0            | 3      | 2      | 0      | 1      | 112    | 74     |
| Totale            | .857      | 5       | 4       | 0       | 1       | 199     | 93      | 2            | 2            | 0            | 0            | 82           | 41           | 7      | 6      | 0      | 1      | 281    | 134    |